# RCA Italiana
RCA Italiana est un label discographique italien, actif entre 1949 et 1987, date à laquelle, avec l'ensemble de la maison mère, RCA Records, elle est rachetée par BMG Entertainment.

## Histoire
Fondée à Rome en 1949 sous la protection du Vatican et avec son siège historique qui abritait,  les studios d'enregistrement sur la Via Tiburtina, la maison de disques fermée vers 1990 est absorbée avec sa maison mère par le groupe BMG Entertainment. Les premières années ont été produits en grande partie par la RCA américaine dont Elvis Presley et Harry Belafonte, les quelques enregistrements de ces années concernent les artistes italiens sont entre autres ceux de Domenico Modugno, Nilla Pizzi et Katyna Ranieri.
Par la suite des artistes sont engagés : Nico Fidenco, Gianni Meccia,  Jimmy Fontana, Edoardo Vianello,  Rita Pavone, Nada, Gianni Morandi, Farida et Tony Del Monaco, qui dans les années suivantes ont dominé les ventes.
À cette époque, le single le plus vendu est Il mondo, une chanson lancée par le concours Un disco per l'estate 1965, écrite et chantée par Jimmy Fontana, puis traduite et rééditée en plusieurs versions à l'étranger. RCA Italiana a produit, directement ou indirectement à travers des labels contrôlés, de nombreux albums fondamentaux du rock italien entre la fin des années 1960 et le début des années 1970. Devant ce succès, la RCA décidé de continuer à investir dans les jeunes talents italiens comme les Rokes, Patty Pravo, Luigi Tenco, Ricky Shayne, Dino et Lucio Dalla.
Les années 1970 ont continué avec le succès des auteurs-compositeurs-interprètes et des nouveaux chanteurs, entre autres Claudio Baglioni, Francesco De Gregori, Paolo Conte, Ivano Fossati, Antonello Venditti, Renato Zero, Gabriella Ferri, Nicola Di Bari, Fiorella Mannoia, Riccardo Cocciante, Angelo Branduardi et Rino Gaetano .
Vers la fin de la décennie apparaît une première période de crise économique, due au déclin du marché italien du disque et à une série de mauvais choix. En 1978, la RCA perd Claudio Baglioni et Antonello Venditti et certains chanteurs n'atteignent pas leurs objectifs de vente.
Dans les années 1980, d'autres artistes quittent la RCA, dont Paolo Conte, Francesco De Gregori et Ivano Fossati, et ne sont pas remplacés. 
Le directeur général quitte l'entreprise qui est reprise par BMG Entertainment en 1987.